# Loxosceles laeta
Loxosceles laeta là một loài nhện trong họ Sicariidae.
Loài này thuộc chi Loxosceles. Loxosceles laeta được miêu tả năm 1849 bởi Nicolet.

## Hình ảnh

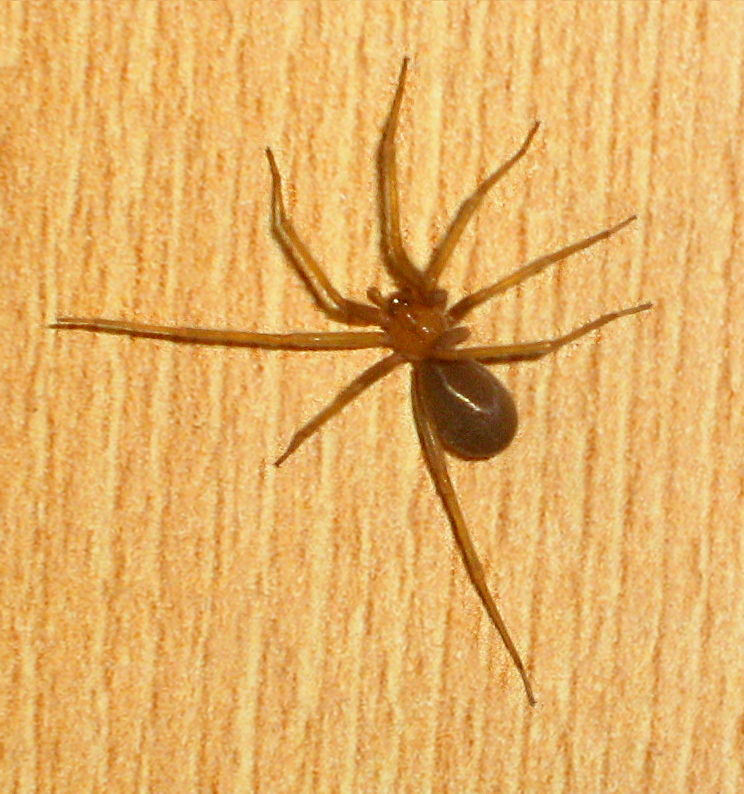
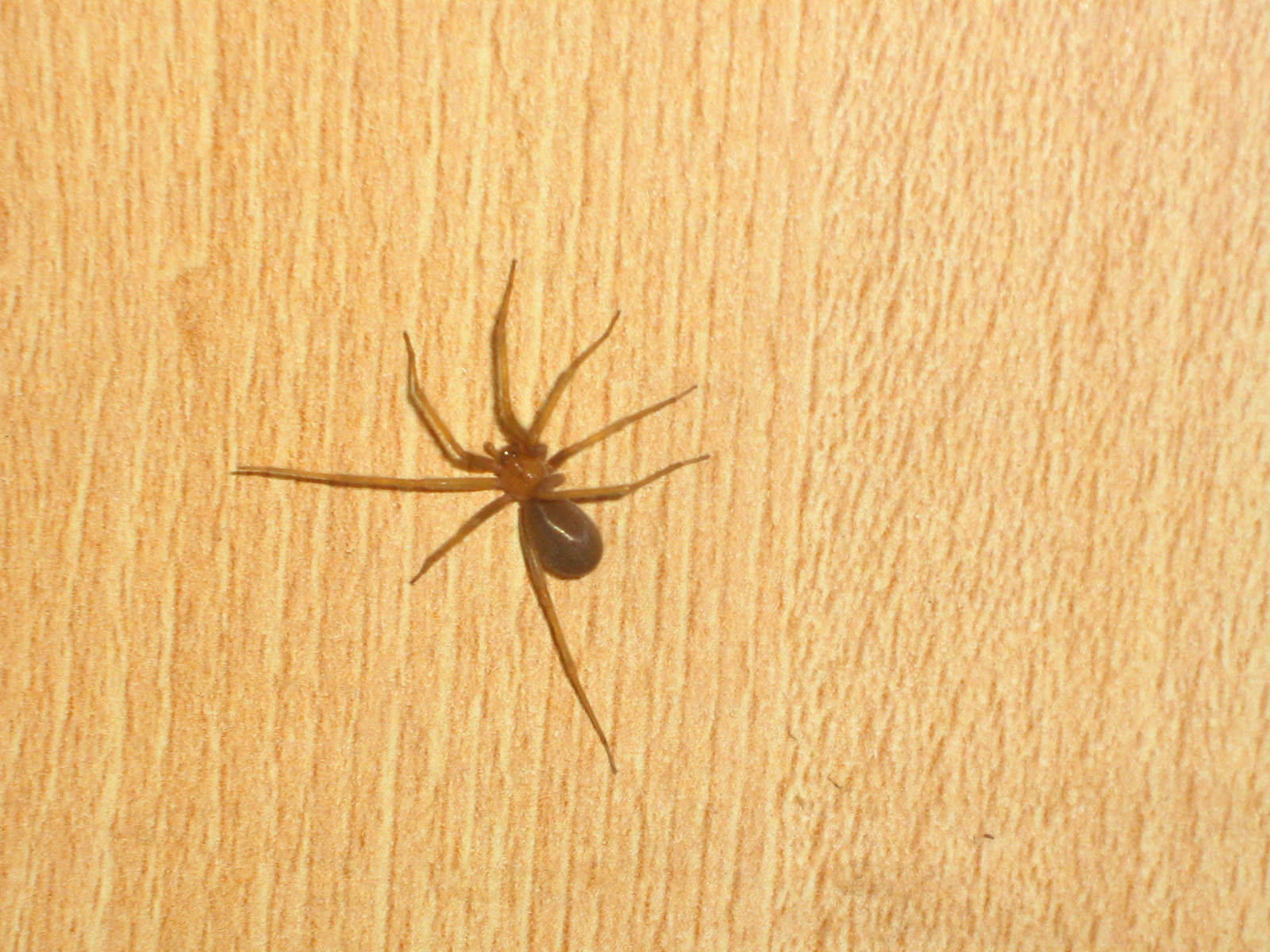
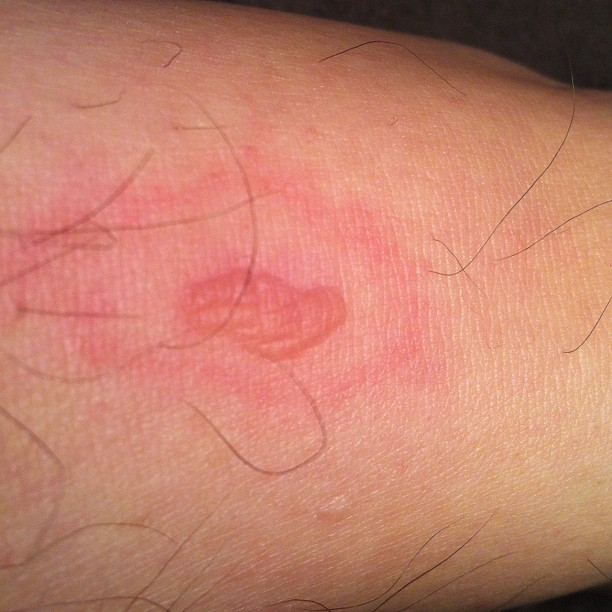
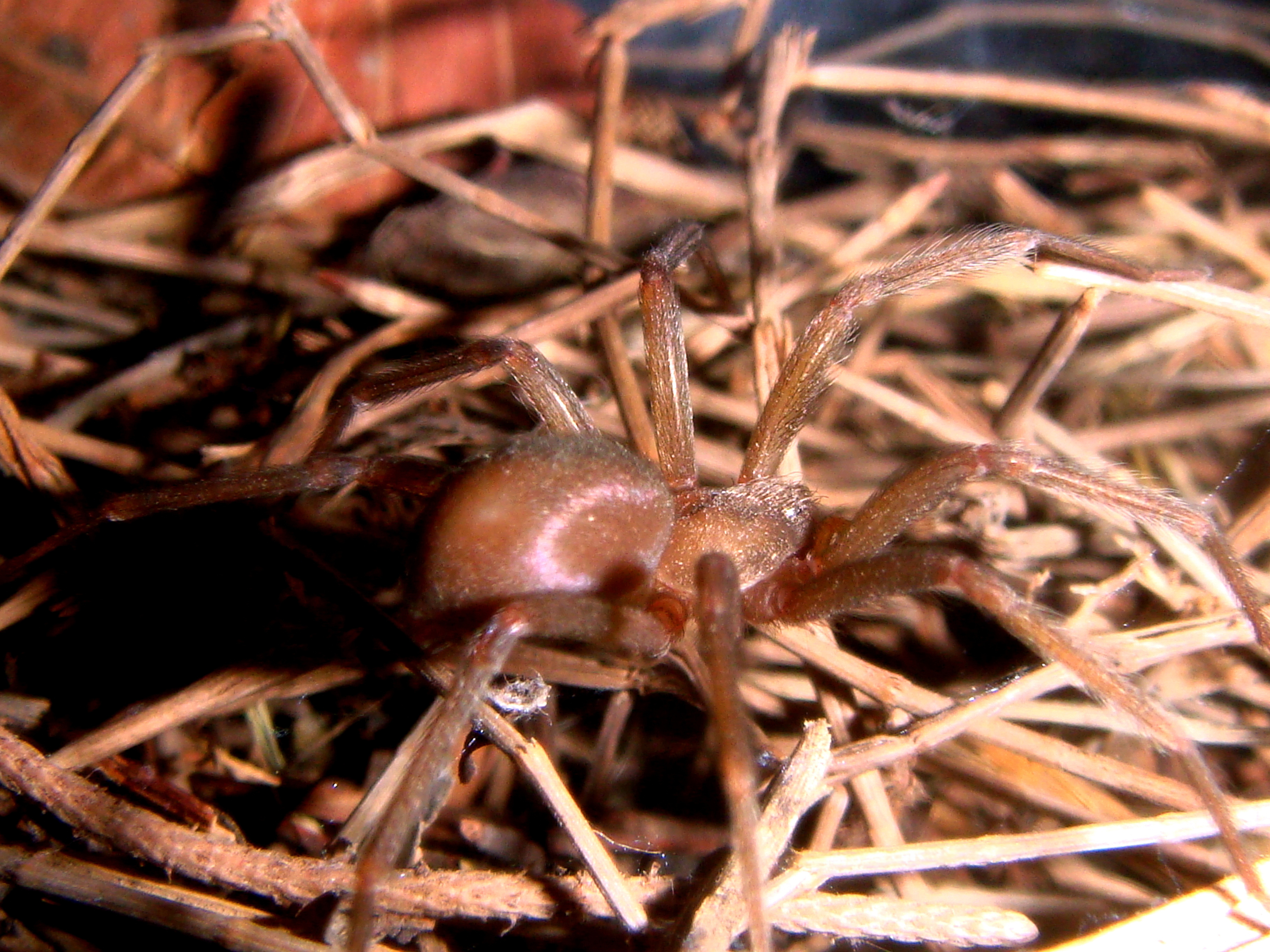